# まんが奥の細道
『まんが奥の細道』は、1998年にフリーウェアとして公開された育成シミュレーションゲームである。

## 概要
駆け出しの漫画家である主人公を育成するシミュレーションゲームとなっており、「デジタルアイアンマン」に収録されている。開発元であるカイロソフトは、制作中には「多くの情報をどのように表示して、操作させればわかりやすいか」という点に苦労したと述べている。
ゲームの序盤ではアルバイトや修行を行い、資金と多くのジャンルに分かれた「知識ポイント」をためることになる。漫画を執筆する際にはまず「対象層」や「ジャンル」を選択し、獲得したポイントを割り当てて漫画の設定を行う。そして出来上がった作品は出版社の企画に投稿するか直接持ち込むことになり、採用されて雑誌へ掲載されるようになると、出版社からの執筆依頼が来るようになる。
人気が出てくると作品のキャラクターの商品化やテレビアニメ化、単行本化といった　また印税による収入も得られるようになり、一定の資金を確保すると設備のより充実した建物に引っ越すことができ、アシスタントを雇うことも可能となる。

## 評価
Yahoo! BBの「ブロ番ガイド」では、「細かい部分までリアルに再現された本格シミュレーション」と評されており、「漫画家の喜びから苦悩までを細かく表現した仕上がり」について評価されている。
Vectorの「新着ソフトレビュー」では、本作における最大の魅力として「テンポのよさ」をあげており、「努力に対する見返りがちゃんと用意されているので、つまらないと感じることが少ない」「絶妙なゲームバランスが、プレイヤーを飽きさせない」と評価されている。また「漫画家というと一見地味に思うかもしれないが、刺激的なサプライズがたくさん用意されている」とも評されている。
ふりーむのレビュー記事では「シビアな部分もあるが、全体的にプレイヤーが気分良く楽しめる仕組みがうれしい」と評されている。
Softonicのレビュー記事では「単純でわかりやすい操作でサクサク進めていくことができる」と評されており、「コンセプトが明確なので、シンプルさゆえに吸引力があるのかもしれ」ないとしている。また「このゲームの良いところは、目先に到達可能な目標をぶら下げてくれるところ」であり、「一つずつハードルを越えていく成長の過程が楽しい」とも評されている。